# Josines González
José Alberto González Fernández, más conocido como Josines González, (nacido el 07 de junio de 1972 en León, Castilla y León)  es un exjugador y entrenador de baloncesto español. Con 1.90 de estatura, su puesto natural en la cancha era el de base.

## Trayectoria como jugador
- Cantera Maristas León.
- Baloncesto León. Categorías inferiores.
- 1990-91 Elosúa León Junior.
- 1990-91 ACB. Elosúa León.
- 1991-92 Elosúa León Junior.
- 1991-96 ACB. Elosúa León.
- 1996-02 EBA. Club Deportivo Jóvenes Trabajadores Baloncesto Ferroser Ponferrada.

## Trayectoria como entrenador
- 2000-03 C.P. Anejas ￼
- 2003-04 EBA. Universidad de León.